# Sentraltind
Sentraltind også kaldt Centraltinden og Vestre Styggedalstind, er et 2.348 meter højt bjerg, der ligger midt på Styggedals- og Skagastølsryggen i bjergområdet Hurrungane, i den sydvestlige del af Jotunheimen, i Vestland fylke i Norge. Sentraltind ligger midt mellem Storen (Store Skagastølstind) og Store Styggedalstind.
Sentraltind ligger i Luster kommune i Vestland fylke.